# Lakhamané
Lakhamané és una població de Mali a la regió de Kayes. Té uns cinc mil habitants.
El seu nom vol dir en soninke "la casa dels Lakhami" que foren el clan o família a qui al-Hadjdj Umar va donar la població quan la va conquerir després de 1860. Els lakhmani eren khassonkes i la van adquirir a canvi de 40 esclaus i altres regals. Hi viuen peuls, soninkes, khassonkes, maures i bambares. Els Lakhmani o Sanga-Khasso són una de les principals famílies del Khasso (les altres són els Almamya, Guimbaya, Safréa i Hawa Dembaya). S'hi celebra fa uns anys un festival de creacions i activitats locals en un gran espectacle de color i bellesa; també inclou seriosos debats sobre temes de gran interès per la gent. Això compensa que a la ciutat no es pugui veure encara la televisió per manca de senyal.
Lakhmane fou capital alternativa del Diangounté, estant situada a pocs quilòmetres a l'oest de Farabougou, la capital tradicional. Va passar a França el 1891 amb la resta de Kaarta.